# Peltophryne peltocephala
Peltophryne peltocephala es una especie de anfibio anuro de la familia de sapos Bufonidae. Es endémica del este de Cuba y la isla de la Juventud, se encuentra por debajo de los 410 m de altitud. Su hábitat natural es las tierras bajas húmedas tropicales y subtropicales, sabana húmeda, tierras inundables, ríos, marismas de agua dulce, tierra agrícola, pastos, jardines rurales, regadíos.

## Enlaces externos

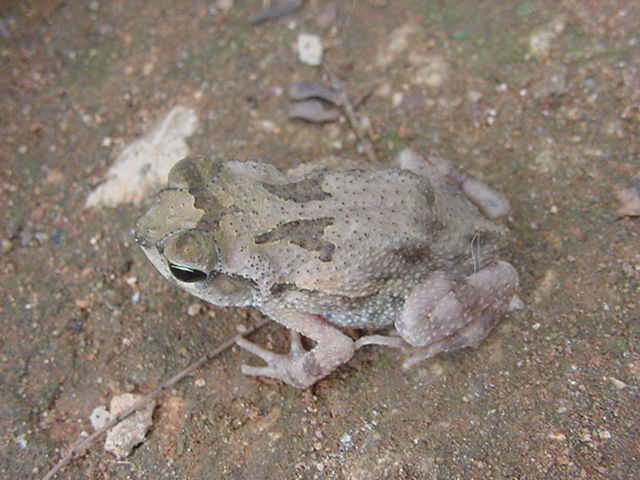

## Publicación original
- Tschudi, 1838 : Classification der Batrachier, mit Berucksichtigung der fossilen Thiere dieser Abtheilung der Reptilien, p. 1-99 (texto íntegro).